# Slumpån
Slumpån är ett biflöde till Göta älv. Den mynnar i Göta älv vid Torpa säteri väster om samhället. 

## Sträckning
Vattendraget rinner genom Sjuntorp där det även finns ett mindre kraftverk. Slumpån gör i sitt nedre lopp ett antal meanderbågar, och utgör i sin nedersta del gräns mellan Lilla Edets och Trollhättans kommuner.  Vid åns mynning finns det bäver. Där finns även en hög sandbank för att inte större båtar skall kunna ta sig in i ån.

## Historia
Slumpån och Fors i Sjuntorp figurerar på ett ställe i Snorre Sturlassons kungasagor (Heimskringla), dock utan namns nämnande.
När slussarna i Trollhätte kanal ersattes av nya slussar på 1910-talet valde man att inte bygga någon ny sluss i Åkerström utan istället höja fallhöjden i Lilla Edet. Detta gjorde att man på grund av de dåliga markförhållandena i området, fick bygga om åns utlopp i Göta älv.

## Kommunikationer
Några hundra meter uppströms åns utlopp i Göta älv korsas den av Torpabron, del av Europaväg E45.